# 皇甫錄
皇甫錄（1470年—1540年），字世庸，號近峯，直隸蘇州府長洲縣人，明朝政治人物。

## 生平
弘治五年（1492年）壬子科應天鄉試第一百二十三名舉人，九年（1496年）丙辰科會試二百四十七名，二甲第十九名進士。授刑部主事，改禮部員外郎，升郎中，出為重慶府知府，嘉靖十九年（1540年）卒。

## 著作
著有《皇明紀略》四卷、《近峯聞略》八卷、《下陴記談》二卷、《蘋溪集》、《容台集》、《果山集》等。

## 家族
曾祖皇甫璵；祖父皇甫通；父皇甫信，母彭氏。重庆下。子皇甫沖、皇甫涍、皇甫汸、皇甫濂。